# Robert Hansen
Robert Christian Hansen (Estherville, Iowa,  15 de fevereiro de 1939 - 21 de agosto de 2014) foi um assassino em série estadunidense também conhecido como "Padeiro Açougueiro" ("Butcher Baker") que entre 1980 e 1983 matou entre 17 e 37 mulheres perto de Anchorage no Alasca. Ele foi condenado em 1983 e estava cumprindo 461 anos em Spring Creek Correctional Center em Seward,
Alasca, quando morreu.
É considerado um dos serial killers mais assustadores e cruéis do Alasca.

## Biografia
Um jovem magro, gago e com o rosto cheio de acne, Robert Hansen sofreu bullying na escola. Além disto, tinha conflitos com o pai, que o castigava obrigando-o a trabalhar na padaria da família. Segundo o portal Aventuras na História, "durante a adolescência, nutriu o sentimento de vingança por todas as mulheres que passavam pela sua vida".
Já adulto, em 1957 se alistou nas Forças Armadas, onde passou a ser um grande conhecedor de armas, a se interessar por caça, que praticava sempre que podia. Como militar, ele também se tornou conhecido pela agressividade.
Ele chegou a se casar, tendo sua esposa pedido o divórcio após ele ser preso por quase dois anos por ter provocado um incêndio em uma garagem de ônibus escolares em 1960. Foi depois disto que ele se mudou para Anchorage, onde abriu uma padaria e onde em 1972 foi detido novamente após ter sequestrado e estuprado uma dona de casa da região, além de ter abusado sexualmente de uma prostituta.
"Os crimes foram um prelúdio de seus assassinatos em série, mas infelizmente a polícia não foi capaz de identificar a ameaça", escreveu o portal Aventuras na História.
Em 1977, ele foi diagnosticado com transtormo bipolar.

## Crimes
Apesar da aparência de "bom moço" que mantinha em Ancorage, Hansen se tornou o mais ativo serial killer na história do Alasca. Depois de sua condenação por estupro em 1972, entre 1980 e 1983 ele usou sua experiência em pilotagem e armas para se tornar um ávido caçador de mulheres, no sentido literal do termo.
Seu modus operandi consistia em marcar programas com prostitutas, que depois levava para um voo sem volta até sua cabana na floresta. Depois de mantê-las como escravas sexuais por alguns dias, soltava-as na floresta, nuas e vendadas, e as caçava como animais, enquanto elas tentavam fugir desesperadamente. Para este "esporte", usava sofisticados rifles de caça.
Sua história de crimes começou a ser desvendada em junho de 1983, quando o caminhoneiro Robert Yount parou para dar carona a uma mulher desesperada. Cindy Paulson estava machucada, com as roupas rasgadas, descalça e algemada. Yount a deixou num local seguro, mas seguiu direto para a delegacia para contar aos policiais o que tinha acontecido. Posteriormente, em seu depoimento aos policiais, Hansen disse que Cindy tinha inventado a história porque ele havia se negado a ser vítima de extorsão e ele acabou inocentado por falta de provas.
Porém, pouco depois, ainda em 1983, os corpos de Joanna Messina e Sherry Morrow foram encontrados pela polícia, que logo notou semelhanças entre os casos. Além disto, os investigadores se voltaram para outras vítimas que haviam sido mortas por um rifle Remington de calibre .223, várias das quais eram prostitutas.
O FBI entrou no caso e especialistas traçaram o perfil do criminoso: um caçador experiente, com baixa auto-estima. Com isto, os policiais desconfiaram de Hansen e pediram um mandado para revistar sua casa. Em outubro de 1983, quando entraram na residência, eles encontraram todas as provas que precisavam: um mapa com a localização de cada um dos corpos encontrados, armamentos de calibre .223 e as carteiras de motorista de todas as suas vítimas.
"O soldado aposentado Glenn Flöthe, que ajudou a colocar Hansen atrás das grades, disse ao jornal 'Anchorage Daily News' em 2008 que as vítimas de Hansen inicialmente incluíam qualquer mulher que chamasse sua atenção, mas ele rapidamente aprendeu que strippers e prostitutas eram mais difíceis de rastrear e menos passíveis de serem procuradas", escreveu o G1.
Ainda em outubro de 2021, uma última vítima morta pelo assassino foi identificada: Robin Pelkey. Ela tinha apenas 19 anos quando foi morta e seu corpo ficou sem identificação por 37 anos. O caso foi resolvida com ajuda de rastreamento de genealogia por DNA e agora (fevereiro de 2022) apenas uma vítima, apelidada Eklutna Annie, continua sem identificação.

### Prisão e pena
Depois de ser preso, Hansen confessou 17 assassinatos no que chamava de "Projeto Verão". Em 28 de fevereiro de 1984, foi sentenciado à prisão perpétua mais 461 anos.

## Filme
Hansen tinha esperanças de se tornar escritor e duas editoras haviam oferecido contratos para que ele contasse sua história.
Um filme intitulado The Frozen Ground (Sangue no Gelo), com Nicolas Cage (como o policial Glenn Flöthe, chamado Jack Halcombe no filme) e John Cusack (como o assassino), foi feito a seu respeito.

## Morte
Hansen faleceu à 1h30 da madrugada, do dia 21 de agosto de 2014, no Hospital Regional do Alasca, em Anchorage. A saúde do serial killer havia piorado nos meses anteriores e em maio ele havia sido hospitalizado, o que criou rumores de que seu fim estava próximo. A causa da morte não foi informada.